# 魔界ゾンべえ
『魔界ゾンべえ』（まかいゾンべえ）は、『月刊コロコロコミック』1986年10月号-1988年5月号で連載されていた玉井たけしの漫画作品。てんとうむしコミックス全2巻。コミックス1巻は、『熱血!!コロコロ伝説』のおまけにもなっている。初回は同年8月号に読み切り作品として掲載されたが、人気が出たため連載となった。

## 概要
ごく普通の少年・岡留戸マン太が魔界出身のゾンビ・ゾンべえに出会い、彼らとの日常で起こるドタバタを描いたホラーギャグ漫画。内臓描写や虫など全般的にグロテスクな描写が多いものの、それを逆手にとったギャグを売り物にしている。
作品自体の評判は良かったが、「ゾンビ」というジャンルがら当時でもかなりクレームが来ていた。

## あらすじ
ある日、ごく普通の少年・岡留戸マン太が野球をしている際、魔界から人間界へやって来たゾンべえと名乗る少年に出会う。彼はゾンビであり、人間には及びもつかない不死身ぶりを発揮し、内臓や脳みそを飛び散らせてしまい、マン太をはじめ人間達を恐怖に陥れてしまう。しかしゾンべえと仲良くなったマン太は、彼を家に招き入れる事となる。マン太とゾンべえの楽しくもグロテスクな日常の始まりである。

## 登場人物
ゾンべえ
ゾンビの少年。人間の世界に来たくて人間界にやってきたが、そこでいつも大変なことになってしまう。第2話以降では、家族そろって岡留戸家に居候している。
普段の見た目は若干顔色の悪いことを除いてごく普通の少年だが、腐敗の進んだ体は脆く、さらに全身にはミミズや虫が寄生している。体は簡単に千切れたり潰れたりしてしまうが、既に死んでいるので平然としつつ体を元通りに修復する。すぐに内臓や骨が飛び出るような行動を起こすため、周囲はいつもパニック状態となる。
水に浸けられるとグレムリンのように増える。
大きな八重歯がチャームポイント。実は歌唱力が高く、アイドル歌手としてデビューしてしまったこともある。
父と母・祖父と祖母も後から宅配便で来た。なお、家族の容貌は第1回と2回目以降ではかなり異なるが、単行本では2回目以降のデザインに統一されている。
岡留戸 マン太（おかると マンた）
岡留戸家の一人息子。父と母と一緒に住んでいたがある日野球をしている時にゾンべえに出会う。連載当初の名字は「岡留田」だったが、単行本では差し替えられている。ゾンべえの体を修復している事から、理科（生物）の成績だけは異常に良い。
パパ
マン太の父。ゾンべえ一家には比較的寛容。
ママ
マン太の母。グロテスク過ぎるゾンべえ一家の風貌や行動にウンザリしており、出て行ってもらいたいと思っている。
さなえ
マン太の親友（恋人）。
パパンバ
ゾンべえの父。ゾンビなのにキョンキョンの大ファン。掃除が得意で、生ゴミは食べて処理する。
ママンバ
ゾンべえの母。ゾンべえを非常に可愛がっており、「目の中に入れても痛くない」と語っている（そして本当に目の中に入れてしまう）。料理が得意で、人間が食べられる物も作れる。
オジンジ
ゾンべえの祖父。好物はミミズ。冬は乾燥肌に悩んでいる。尿は強酸性で、膀胱が割れゾンベえを溶かしたことがある。また、テレビ画面に手を入れ、登場人物を現実世界に出す能力も持つ。
オバンバ
ゾンべえの祖母。若干とぼけたところがあり、野菜と一緒に自分の腕を切断したことに気付かず味噌汁に入れてしまったこともある。
キュララ
吸血鬼族の少女。常に美味しい血を求めており、隙さえあればマン太の血を吸おうと画策するが、いつもゾンべえ達に邪魔される。最初はゾンべえの血を吸おうとしたが、ゾンべえの体内に寄生する虫まで吸って全身虫まみれになってしまったため、トラウマとなっている。美少女的な外見と天然系のキャラクターから、終盤は物語のヒロイン的な役割を演じていた。
ガバやん
ゾンべえと同世代（？）の、ゾンビの少年。大阪弁を喋り、体型は極度の肥満。名前の元ネタはホラー映画「ガバリン」。